# Aero A.18
Die Aero A.18 war ein vom tschechischen Flugzeughersteller Aero gebautes einsitziges Doppeldecker-Jagdflugzeug.

## Geschichte

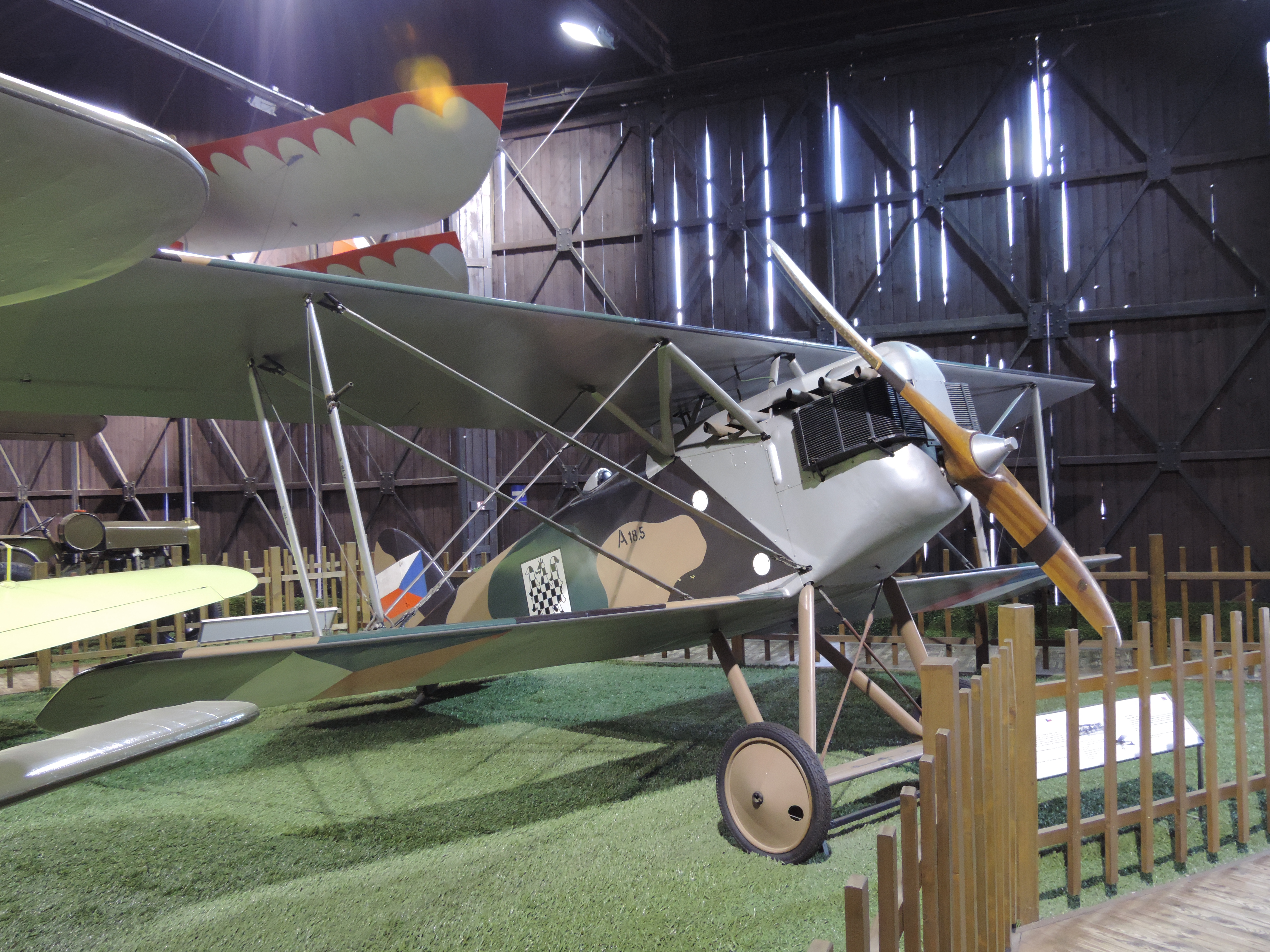
Aero A.18 im Luftfahrtmuseum Kbely

Die A.18 ist eine Weiterentwicklung der zweisitzigen Aero A.11 mit Änderungen im Bereich des Tragwerks.
Die Maschine wurde aufgrund einer Bestellung eines neuen einsitzigen Jagdflugzeuges der tschechoslowakischen Luftwaffe entwickelt. So entstanden bei Aero zunächst drei verschiedene Prototypen mit den Bezeichnungen A.16, A.19 und A.20. Aus dem Leistungsvergleich der drei Maschinen ging die A.18 als Sieger hervor und die Serienfertigung wurde aufgenommen.
Von der A.18 wurden 20 Exemplare an die tschechoslowakische Luftwaffe ausgeliefert. Angetrieben wurden die Maschinen von einem BMW-Reihenmotor des Typs IIIa mit einer Leistung von 136 kW (185 PS), bewaffnet waren sie mit zwei starren, synchronisiert nach vorn durch den Luftschraubenkreis feuernden Vickers-Maschinengewehren.

## Versionen

### Aero A.18B
Diese Version entstand aus dem Grundmodell, als Aero im Jahre 1923 an einem nationalen Luftrennen teilnehmen wollte. Die A.18B hatte eine geringere Spannweite als die A.18 und war unbewaffnet. Man gewann das Rennen, jedoch stürzten die beiden anderen Teilnehmer ab.

### Aero A.18C
Die A.18C, ebenfalls für Renneinsätze vorgesehen, war eine stärker motorisierte Version der A.18B, ausgerüstet mit einem 220 kW (300 PS) leistenden Walter-W-IV-Motor. Damit erreichte die Maschine eine Höchstgeschwindigkeit von 275 km/h und konnte das Rennen des tschechischen Aero-Clubs 1924 mit einer Durchschnittsgeschwindigkeit von 261 km/h gewinnen.

## Militärische Nutzer
Tschechoslowakei
- Tschechoslowakische Luftstreitkräfte

## Technische Daten
| Kenngröße                   | Daten Aero A.18                                           | Daten Aero A.18B                               | Daten Aero A.18C                       |
| --------------------------- | --------------------------------------------------------- | ---------------------------------------------- | -------------------------------------- |
| Besatzung                   | 1                                                         | 1                                              | 1                                      |
| Länge                       | 5,90 m                                                    | 5,90 m                                         | 5,90 m                                 |
| Spannweite                  | 7,60 m                                                    | 5,70 m                                         | 5,70 m                                 |
| Flügelfläche                | 15,90 m²                                                  | 9,84 m²                                        | 9,84 m²                                |
| Leermasse                   | 637 kg                                                    |                                                |                                        |
| max. Startmasse (bewaffnet) | 862 kg                                                    |                                                |                                        |
| Antrieb                     | ein Reihenmotor, Typ BMW IIIa; 136 kW (185 PS)            | ein Reihenmotor, Typ BMW IIIa; 136 kW (185 PS) | ein Walter W-IV-Motor; 220 kW (300 PS) |
| Höchstgeschwindigkeit       | 229 km/h                                                  |                                                | 275 km/h                               |
| Reisegeschwindigkeit        | 246 km/h                                                  |                                                |                                        |
| Reichweite                  | 400 km                                                    |                                                |                                        |
| Dienstgipfelhöhe            | 9000 m                                                    |                                                |                                        |
| Bewaffnung                  | zwei starre synchronisierte Vickers-MG, nach vorn feuernd | –                                              |                                        |